# Leucopis plumifrons
Leucopis plumifrons är en tvåvingeart som beskrevs av Tanasijtshuk 1970. Leucopis plumifrons ingår i släktet Leucopis och familjen markflugor. Inga underarter finns listade i Catalogue of Life.